# Władysław Diakun
Władysław Diakun (ur. 10 maja 1949 w Ciechnowie) – polski samorządowiec, burmistrz Polic w latach 1998–2024.

## Życiorys
Uzyskał średnie wykształcenie. W 1980 roku dołączył do Niezależnego Samorządnego Związku Zawodowego „Solidarność” na Zakładach Chemicznych Police. W latach 1981–1983, w trakcie trwania stanu wojennego w Polsce działał w podziemiu. Był współzałożycielem Stowarzyszenia Wspólnota Polska, jest prezesem oddziału zachodniopomorskiego tej organizacji.

### Działalność samorządowa
Był zastępcą burmistrza Polic Stanisława Szymaszka. W wyborach samorządowych w 1998 roku kandydował do rady gminy Police. 19 listopada tego samego roku został wybrany burmistrzem. Był jednym z zabiegających o utworzenie powiatu polickiego. W lipcu 1999 był współodpowiedzialny za podpisanie umowy o partnerstwie pomiędzy Policami, a Pasewalkiem. W 2002 roku utworzył stowarzyszenie polityczne Wspólnota Samorządowa – Gryf XXI, którego został prezesem. W wyborach samorządowych w tym samym roku dostał się do drugiej tury wyborów na burmistrza kandydując przeciwko Kazimierzowi Wirkijowskiemu. W II turze uzyskał reelekcję z wynikiem 5352 głosów (56,42%).
W wyborach samorządowych w 2006 roku utrzymał mandat burmistrza w I turze kandydując z ramienia Stowarzyszenia Wspólnoty Samorządowej – Gryf XXI i uzyskując 9197 głosów (67,66%). W wyborach był popierany przez Platformę Obywatelską. W październiku tego samego roku został wybrany wiceprzewodniczącym Stowarzyszenia Szczecińskiego Obszaru Metropolitalnego. W marcu 2007 roku został powołany w skład Rady Naukowo-Społecznej Leśnego Kompleksu Promocyjnego Puszcze Szczecińskie. W marcu 2010 roku został prezesem Lokalnej Grupy Rybackiej Sztorm.
W wyborach samorządowych 2010 roku w głosowaniu na burmistrza uzyskał 10173 głosów, co przełożyło się na 72,29% poparcia i utrzymanie mandatu w pierwszej turze. Kandydował jednocześnie do rady gminy uzyskując 641 głosów tj. 15,73% poparcia. W lipcu 2014 roku zerwał koalicję z Prawem i Sprawiedliwością pozbawiając Pawła Mirowskiego funkcji wiceburmistrza.
W wyborach w 2014 roku ponownie uzyskał mandat burmistrza w pierwszej turze uzyskując 8999 głosów (69,54%). Razem z Piotrem Krzystkiem, prezydentem Szczecina współtworzył ruch samorządowy Bezpartyjni. W wyborach samorządowych w 2018 roku podtrzymał mandat burmistrza w pierwszej turze z wynikiem 8117 głosów (52,4%). Po wyborach utworzył koalicję z Platformą Obywatelską i Nowoczesną.
W 2020 został członkiem lokalnego komitetu poparcia Rafała Trzaskowskiego w wyborach prezydenckich.
W wyborach w 2024 roku bezskutecznie ubiegał się o reelekcję, w drugiej turze przegrał z Krystianem Kowalewskim uzyskując 4738 głosów (38,09%). 7 maja tego samego roku Kowalewski zastąpił go na funkcji burmistrza.

## Kontrowersje

### Oświadczenie lustracyjne
W sierpniu 2009 roku prokurator Oddziałowego Biura Lustracyjnego w Szczecinie skierował przeciwko Diakunowi wniosek do Sądu Okręgowego Wydziału III Karnego w sprawie sprawdzenia czy burmistrz Polic nie dopuścił się kłamstwa lustracyjnego. Według szczecińskiego oddziału Instytutu Pamięci Narodowej, Diakun został zarejestrowany w dniu 1 lipca 1976 roku pod nr 14720 jako kandydat a później jako tajny współpracownik o pseudonimie "Jan" przez Wydział III Komendy Wojewódzkiej Milicji Obywatelskiej w Szczecinie. W grudniu 2010 roku Sąd Okręgowy w Szczecinie orzekł, że burmistrz złożył niezgodne z prawdą oświadczenie lustracyjne. Obrońcy Diakuna oraz prokurator odwołali się od wyroku, a sąd apelacyjny uchylił wyrok, kierując sprawę do ponownego rozpatrzenia.
W maju 2012 roku ponownie został uznany przez Sąd Okręgowy w Szczecinie kłamcą lustracyjnym, wyrok był nieprawomocny. We wrześniu 2012 roku Sąd Apelacyjny w Szczecinie uchylił ten wyrok. Po ogłoszeniu wyroku uzasadnienie sędziego sprawozdawcy brzmiało: „nie ma dowodów świadczących, że był tajnym współpracownikiem”. Sprawa została skierowana do ponownego rozpatrzenia. W kwietniu 2013 roku odbyła się kolejna rozprawa Sądu Okręgowego w sprawie lustracji. Na początku listopada tego samego roku szczeciński sąd okręgowy uznał, że burmistrz Polic złożył zgodne z prawdą oświadczenie lustracyjne.
W lutym 2014 roku Sąd Apelacyjny w Szczecinie podtrzymał wyrok sądu niższej instancji, uznając że Władysław Diakun nie jest kłamcą lustracyjnym.

### Afera Policka
W sierpniu 2020 roku Centralne Biuro Antykorupcyjne przeszukało mieszkanie Diakuna w związku z wątkiem śledztwa dotyczącym tzw. afery polickiej związanej z podejrzeniem płatnej protekcji i ingerencji w przetarg o charakterze publicznym.. Nie przedstawiono mu żadnych zarzutów.

## Odznaczenia i wyróżnienia
- Krzyż Zasługi (2004)[39]
- Krzyż Kawalerski Orderu Odrodzenia Polski (29 sierpnia 2007)[40]
- Krzyż Zasługi na Wstędze Orderu Zasługi Republiki Federalnej Niemiec (4 listopada 2009), odznaczony przez Prezydenta Niemiec Horsta Köhlera[41]
- Złota Odznaka Honorową PZF (7 czerwca 2013, na VII Spotkaniu Integracyjnym Młodych Filatelistów Pomorza Zachodniego w Zalesiu)
- Odznaka Honorowa za Zasługi dla Samorządu Terytorialnego (2015)[42]

## Życie prywatne
Obecnie mieszka w Trzebieży. Żonaty z Ewą Diakun, ma syna Piotra, który został radnym Polic.